# Zapadni centralnopapuanski jezici
Zapadni centralnopapuanski jezici (privatni kod: wcpa), ogranak centralnopapuanskih jezika, austronezijska porodica, koja obuhvaća šest jezika unutar dvije podskupine, to su: 
- a) gabadi [gaba] s jezikom abadi [kbt] i
- b) jezgrovni zapadni centralni papuanski jezici s pet predstavnika.[1]

Najvažniji mešu njima su mekeo [mek], 19.000 govornika (2003 SIL) i waima [rro] s 15.000 (2000 popis). Govore se na području provincije Cenztral u Papui Novoj Gvineji.